# Lewometamfetamina
Lewometamfetamina – organiczny związek chemiczny, lewoskrętny stereoizomer metamfetaminy o słabszym działaniu na ośrodkowy układ nerwowy. Jest objęty Konwencją o substancjach psychotropowych z 1971 roku (wykaz II). W Polsce jest w grupie II-P Ustawy o przeciwdziałaniu narkomanii.